# Террі Річардсон
Террі Річардсон (англ. Terry Richardson; (нар. 14 серпня 1965, Нью-Йорк) — американський модний фотограф, відомий знімками знаменитостей музики та кіно, супермоделей, порно-зірок, транссексуалів, тварин та політиків. Він знімав рекламні кампанії для таких брендів як Marc Jacobs, Tom Ford, Yves Saint Laurent, Armani, Hugo Boss а також для журналів Rolling Stone, GQ, Vogue, Vanity Fair, Harper's Bazaar, Vice.

## Ранні роки
Террі Річардсон народився у місті Нью-Йорк в сім'ї акторки Норми Кесслер та модного фотографа Боба Річардсона, який страждав на шизофренію і зловживав наркотиками. Після розлучення батьків у 1970 році Річардсон переїхав у Вудсток разом із матір'ю та вітчимом Джекі Ломаксом. Пізніше Річардсон переїхав околицю Лос-Анджелеса Голлівуд, де навчався у Hollywood High School. Він переїхав зі своєю матір'ю в Охай, Каліфорнія, де вступив до Nordhoff High School, коли йому було 16 років. Річардсон спочатку хотів стати панк-рок-музикантом, а не фотографом. Протягом чотирьох років Террі був бас-гітаристом панк-рок-групи The Invisible Government. Він грав на бас-гітарі для безлічі інших панк-груп в Південній Каліфорнії, в тому числі Signal Street Alcoholics (SSA), Doggy Style, Baby Fist та Middle Finger.

## Кар'єра
Мама Річардсона дала йому першу снепшот-камеру у 1982 році. Він використовував цю камеру для документування свого життя і панк-рок сцени Охаю.

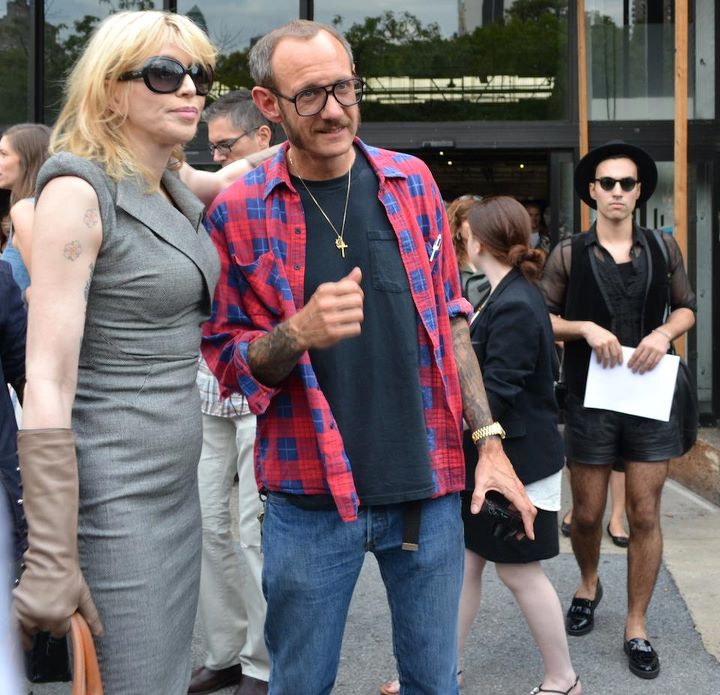
Richardson (right) with Courtney Love attending New York Fashion Week in 2011

## Фотокниги
- (1998) Hysteric Glamour. Hysteric Glamour (Tokyo). OCLC 86068704.
- (1999) Son of Bob. Little More (Tokyo). ISBN 978-4-947648-87-7.
- (2000) Terry Richardson — Feared by Men, Desired by Women. Shine Gallery (London). ISBN 978-0-9538451-1-8.
- (2002) Too Much. Sisley (Italy).
- (2004) Terry — The Terry Richardson Purple Book. Purple Institute (Paris). OCLC 62146661.
- (2004) Terry Richardson. Stern Gruner + Jahr (Hamburg). ISBN 978-3-570-19443-0.
- (2004) Terryworld. By Dian Hanson. Tashen (Hong Kong; Los Angeles). ISBN 978-3-8365-0191-0.
- (2006) Kibosh. Damiani Editore (Bologna). ISBN 978-88-89431-30-6.
- (2006) Manimal. Hysteric Glamour (Tokyo).
- (2007) Rio, Cidade Maravilhosa. Diesel/Vintage Denin (Brazil).
- (2011) Hong Kong. Diesel (Hong Kong).
- (2011) Mom & Dad. Mörel Books (London).
- (2011) Lady Gaga x Terry Richardson. Grand Central Publishing (New York). ISBN 978-1-4555-1389-5.